# Dinofelis
Dinofelis (gato terrible)  es un género de felinos dientes de sable que pertenece a la tribu Metailurini.  Estaban muy extendidos en Europa, Asia, África y América del Norte, desde hace 5, hasta alrededor de 1,2 millones de años (principios del Plioceno y comienzos del Pleistoceno).

## Descripción y ecología
Tenían un tamaño intermedio entre un leopardo y un león modernos, la mayoría poseía el tamaño de un jaguar (70 cm de altura y hasta 120 kg de peso), de tamaño, de gran alcance, que tenía dos dientes de sable prominentes. Las extremidades anteriores eran particularmente fuertes en comparación con los gatos modernos (hasta el jaguar). Ese cuerpo robusto podría implicar una preferencia por hábitats densos o mixtos, aunque también puede haber sido similar al jaguar moderno que puede existir en una amplia gama desde bosques a zonas abiertas, incluyendo humedales.
Dos especímenes fueron examinados por Legendre y Roth para calcular la masa corporal. En el primer ejemplar se estimó un peso de 31,4 kg. El segundo se estimó con un peso de 87,8 kg.

## Dientes
Los dientes caninos de Dinofelis eran aplanados y moderadamente largos comparado con los de Smilodon. Por lo tanto Dinofelis se conoce a veces como «falso diente de sable», porque en lugar de tener verdaderos dientes de sable, los de estos gatos eran intermedios entre los dientes largos y aplanados del dientes de sable y la forma cónica de los dientes de los felinos actuales. Mientras que los caninos inferiores eran robustos, los molares no eran tan fuertes como en el león y otros felinos modernos.

## Fósiles
Los fósiles del Dinofelis y los huesos se han encontrado en Sudáfrica, junto con babuinos que posiblemente cazaba. Los huesos de varios ejemplares de Dinofelis y babuinos fueron encontrados en una trampa natural. Dinofelis puede haber entrado en el lugar para alimentarse de los animales capturados o simplemente penetró al sitio y no fue capaz de escapar de nuevo. Varios sitios de fósiles de Sudáfrica parecen demostrar que Dinofelis pudo haber cazado Australopithecus afarensis y Paranthropus, ya que albergaban restos fosilizados de Dinofelis, estos homínidos y otros animales grandes de la época.
Se cree que la desaparición gradual de los bosques en los que cazaban Dinofelis puede haber contribuido a su extinción en el inicio de la edad de hielo.

## Dieta
Cazaban animales incluidos Australopithecus afarensis, crías de mamut, mastodontes jóvenes y viejos, Homo habilis (un antepasado de los humanos modernos) y otros animales.

## Especies
Lista de especies de Dinofelis, otras especies no descritas podrían existir.
- Dinofelis aronoki (África Oriental) - recientemente se separó de D. barlowi
- Dinofelis barlowi (Sudáfrica)
- Dinofelis cristata (China) - incluye D. abeli
- Dinofelis darti (Sudáfrica)
- Dinofelis diastemas (Europa)
- Dinofelis paleoonca (Norteamérica)
- Dinofelis petteri (África Oriental)
- Dinofelis piveteaui (Sudáfrica)
- Dinofelis werdelini (Langebaanweg, Sudáfrica).[3]
- Dinofelis sp. "Lothagam"

## En la cultura popular
Aparece en un capítulo de la miniserie de la BBC Walking with Beasts, como un superdepredador. Su presa favorita es el Australopithecus.

## Literatura
- Haines, Tom & Chambers, Paul (2006), The Complete Guide to Prehistoric Life, Canada: Firefly Books, p. 181.
- Turner, Alan (1997), The Big Cats and their fossil relatives, New York: Columbia University Press, ISBN 0231102283.
- Werdelin, Lars & Lewis, Margaret E. (2001), «A revision of the genus Dinofelis (Mammalia, Felidae)», Zool. J. Linn. Soc. 132 (2): 147-258, doi:10.1006/zjls.2000.0260.

- Datos: Q133364
- Multimedia: Dinofelis / Q133364
- Especies: Dinofelis